# Совхозний (Зав'яловський район)
Совхо́зний (Совхозне, рос. Совхозный, Совхозное) — село (колишнє селище) в Зав'яловському районі Удмуртії, Росія.
Знаходиться на лівому березі річки Лудья-Шур, правої притоки Іжа. Через село проходить автодорога Єлабуга-Іжевськ та залізниця Агриз-Іжевськ.

## Населення
Населення — 1106 осіб (2012; 996 в 2010).
Національний склад станом на 2002 рік:
- удмурти — 47 %
- росіяни — 46 %

## Історія
Село було утворене при будівництві ферми радгоспу «Правда». Згідно з указом президії ВР Удмуртської АРСР від 28 вересня 1960 року поселення отримало статус селища і назву Совхозний. Його віднесли до складу Юськинської сільради, і селище одразу стає її центром. У 2004 році селище отримує статус села. У 2005 році сільрада перетворюється в сільське поселення, яке отримало назву свого центра.

## Економіка
Головним підприємством села є ВАТ «Правда», перетворене з однойменного радгоспу.
Із закладів соціальної сфери працюють середня школа, дитячий садок, культурний комплекс, створений на базі бібліотеки, клуб.

## Урбаноніми[6]
- вулиці — 40 років Перемоги, 50 років Перемоги, Західна, Лучна, Майстерська, Механізаторська, Молодіжна, Новобудівельна, Першотравнева, Садова, Степова, Східна, Трактова, Ювілейна